# 上勝町立上勝中学校
上勝町立上勝中学校（かみかつちょうりつ かみかつちゅうがっこう）は、徳島県勝浦郡上勝町大字生実字東戸越にある公立中学校。

## 校訓
- 自分に勝て
- 英知を磨け
- 誠実であれ

## 校歌
- 作詞: 佐藤有弘
- 作曲: 岡田加津子

## 通学区域が隣接している学校
- 勝浦町立勝浦中学校
- 那賀町立相生中学校
- 神山町立神山中学校
- 佐那河内村立佐那河内中学校